# NGC 35
NGC 35 es una galaxia espiral localizada en la constelación de Cetus